# 河合美智子
河合 美智子（かわい みちこ、1968年〈昭和43年〉6月13日 - ）は、日本の女優、歌手である。本名、鈴木 一栄（すずき かずえ）。オーロラ輝子（オーロラ てるこ）として歌手活動を行う。神奈川県平塚市出身。office みねらるらむね所属。

## 来歴
1983年に映画『ションベンライダー』の主役としてデビュー。役名の「河合美智子」がそのまま芸名になった。同映画の主題歌『わたし・多感な頃』で歌手デビューも果たしている。これと同時期に、同じキティフィルムのテレビアニメ『みゆき』の2番目のエンディング曲「サマー・ホリデー」も歌っている。その後、映画・テレビ・舞台と出演を重ねていった。
1996年、NHK連続テレビ小説『ふたりっ子』に「通天閣の歌姫」こと叶麗子をモデルにしたオーロラ輝子役で出演。これが当たり役となって知名度を上げた。同ドラマ内で歌ったオリジナル曲「夫婦みち」を役名のオーロラ輝子名義でCD化すると85万枚を超えるヒットとなり、1997年の『第48回NHK紅白歌合戦』にも出場。そのため、本来の芸名である河合美智子とドラマの役名であるオーロラ輝子の、ふたつの芸名で活動することとなった。
その後はしばらく連続テレビ小説に出演していなかったが、2008年に『瞳』でモンスターペアレント役でゲスト出演。また、同年度の『だんだん』にも出演しており、同作で三倉茉奈・佳奈との12年ぶりの共演を果たしている。
『たけし・逸見の平成教育委員会』に「第一期」入学生徒としてセミレギュラー出席。2008年7月13日放送の『熱血!平成教育学院』過去レギュラー編では、最高得点をとったうえに海外留学問題にも正解した。
1998年にはテレビアニメ『Bビーダマン爆外伝』のオープニング曲である「きっと明日は晴れるから」を担当。1997年9月25日放送の『BSマンガ夜話』では、所有コミックは3000冊を超え、コミックの保存にも気を遣うと語った。
2014年3月末で文化放送『高田純次 毎日がパラダイス』への出演を終了したことを機に、高田純次が社長を務めるテイクワン・オフィスからABP inc.へと所属事務所を移籍した。
私生活では、2004年に仕事上で知り合った12歳年下で25歳の番組制作会社のディレクターと、自身の誕生日である2007年6月13日に結婚。2011年5月末に離婚していたことを、2年後の2013年8月に報じられた。
2016年8月13日に脳出血を発症し入院。開頭手術はせず、9月27日にはリハビリテーション専門の病院に転院。その後、2017年1月10日に退院した。同年2月11日に行われた出演映画『ママ、ごはんまだ?』の初日挨拶に登壇した。闘病生活を支えた俳優の峯村純一と、3年半の交際期間を経て2017年3月29日に結婚した。闘病を機に所属事務所を退社して、夫とともに個人事務所の「office みねらるらむね」を設立した。
2018年10月から兵庫県豊岡市に居住し、舞台公演を中心に活動している。

## 出演

### 映画
- ションベンライダー（1983年） - ブルース 役
- 野蛮人のように（1985年） - 工藤ひろみ 役
- 11人いる!（1986年） - フロル 役（声の出演）
- Apartment Fantasy めぞん一刻（1986年） - 七尾こずえ 役
- 恋人たちの時刻（1987年） - 村上マリ子（山崎典子） 役
- ラブ・ストーリーを君に（1988年） - 今村初美 役
- ・ふ・た・り・ぼ・っ・ち・（1988年） - 青田時枝 役
- ファンシイダンス（1989年） - 女性リポーター 役
- 青空に一番近い場所（1994年） - 社長秘書 役
- ショムニ（1998年） - 宮下カナ 役
- あ、春（1998年） - 看護婦 役
- ガラスの脳（2000年） - 福原みつ 役
- ごめん（2002年） - 七尾結芽 役
- 海は見ていた（2002年） - おその 役
- MAKOTO（2005年） - 野田泉 役
- 悲しき天使（2006年） - 関川敦子 役
- コンナオトナノオンナノコ（2007年） - ベリッシマ編集長・吉田 役
- ホームカミング（2011年）
- ママ、ごはんまだ?（2017年） - かづ枝 役[13]

### テレビドラマ
- 青春泥棒・徹と由紀子（1984年、TBS） - 元吉悦子 役
- ハーフポテトな俺たち（1985年、日本テレビ）
- 月曜ドラマランド「かぐや姫とんで初体験?!」（1985年7月1日、フジテレビ） - さやか 役
- あぶない刑事 第4話「逆転」（1986年10月26日、日本テレビ） - 小松美由紀 役
- 渡り廊下でつかまえて （1986年、TBS）
- 時間ですよ ふたたび（1987年、TBS）
- あきれた刑事（1987年 - 1988年、日本テレビ） - 朝倉みどり 役
- 抱きしめたい!（1988年、フジテレビ）
- スクールガール・セレナーデ 桂華學女小夜曲（1988年、日本テレビ） - 兵藤典子 役
- もっとあぶない刑事 第19話「役得」（1989年2月17日、日本テレビ） - 石井由美 役
- 火曜サスペンス劇場 / あしながおじさん殺人事件（1989年11月21日、日本テレビ / 映像プロデュース）
- 勝手にしやがれヘイ!ブラザー 第7話（1989年11月24日、日本テレビ） - モデル 役
- ドラマスペシャル「クレジットカード」（1990年9月8日、NHK総合） - 主演
- 卒業（1990年、TBS） - 寺内友子 役
- 世にも奇妙な物語 「告白パーティー」（1991年、フジテレビ）
- 映画みたいな恋したい 『ゴースト ニューヨークの幻』（1991年、テレビ東京）
- 検事・若浦葉子 第6話「偽証、アリバイが問いかける真実の友情」（1991年、日本テレビ）
- 熱い胸さわぎ　第4章「みんなのうた」[14]（1992年7月1日 - 1992年7月29日、TBS） - 主演
- 悪女（1992年、よみうりテレビ） - 梨田友子 役
- 大人は判ってくれない 「うそつき」（1992年、フジテレビ）
- ひとつ屋根の下（1993年、フジテレビ） - 松前ルミ子 役
- ドラマ新銀河 こら!なんばしよっとII（1993年6月17日、放送4回目から出演、NHK総合） - 岩田君子 役
- ドラマ新銀河「湯の町行進曲」（1994年、NHK総合） - 新谷まどか 役
- 戦国武士の有給休暇（1994年、NHK総合）
- 家族A（1994年、TBS） - 木村真由美 役
- 土曜ワイド劇場（テレビ朝日）
  - 7人のOLが行く!2（1995年8月19日） - 横山香織 役
  - ぽっかや(温泉医)事件カルテ（2001年1月20日 - 2009年3月21日） - 花村久枝 役
  - 火災調査官・紅蓮次郎12（2011年1月14日） - 中山佐和子 役
  - おみやさんスペシャル（2016年2月13日） - 足立タエ子 役
  - 家裁調査官・山ノ坊晃〜紛争解決100％の男!（2016年5月7日） - 杉村こずえ 役
  - 100の資格を持つ女〜ふたりのバツイチ殺人捜査〜11（2016年6月18日、朝日放送制作） - 笹岡安江 役
- 内館牧子の失恋美術館・4「武蔵野・いわさきちひろ絵本美術館」（1995年11月30日、NHK-BS2）
- ドラマ30『もう大人なんだから!』（1996年、TBS） - 吉本泉 役
- 連続テレビ小説（NHK総合）
  - 君の名は（1991年 - 1992年） - 石上梢 役
  - ふたりっ子（1996年） - オーロラ輝子 役
  - 瞳（2008年）
  - だんだん（2008年） - 石井真弓 役
- 金曜エンタテイメント（フジテレビ）
  - 帰ってきたOL 三人旅6（1996年）
  - 盗撮 覗かれた主婦（2000年3月24日） - 志村由香 役
- 花王 愛の劇場（TBS）
  - ぐっどあふたぬ〜ん（1997年）
  - 病院へ行こう!（2006年） - 結城怜 役
  - 結婚式へ行こう!（2006年 - 2007年） - 藤倉悦子 役
- 水曜ドラマの花束『ふたつの愛』（1998年、NHK） - 華世 役
- Y氏の隣人『僕の神様』（1998年、TBS）
- 金曜エンタテイメント　「悪いこと」　パート4　「汚す」（1998年、フジテレビ）
- 笹沢左保サスペンス「危険な協奏曲」（2000年、NHK総合）
- 火曜サスペンス劇場「弁護士・高林鮎子27 京都保津峡 殺意の急流 （2000年8月29日、日本テレビ） - 久野礼子 役
- 女と愛とミステリー「湯けむり殺人案内 なんにも専務の名推理」（2003年1月、テレビ東京） - うらら 役
- はみだし刑事情熱系 第7シリーズ第10話「最後の事件簿! 菊枝の涙と告白」（2003年3月12日、テレビ朝日） - 藤岡美和子 役
- 白い巨塔（2003年、フジテレビ） - 小西みどり 役
- NHK夜の連続ドラマ「愛と友情のブギウギ」（2005年、NHK総合） - 大月黄菜子 役
- 水曜ミステリー9（テレビ東京）
  - 2005年10月26日 『多摩南署たたき上げ刑事・近松丙吉』 第5作「四人の目撃者」- 内藤幾代 役
  - 2015年4月15日 『駐在刑事2』- 狭山和美 役
- 白夜行 第1話（2006年、TBS） - 西本文代 役
- 月曜ゴールデン（TBS）
  - 税務調査官・窓際太郎の事件簿17（2008年9月8日） - 池端直子 役
  - 浅見光彦シリーズ31（2012年9月3日） - 島田いづみ 役
- 相棒 Season 9 第11話（2011年1月12日、テレビ朝日） - 工藤彩子 役
- 最上の命医 第2話（2011年1月17日、テレビ東京） - 斉藤里美 役
- 新・警視庁捜査一課9係 第6シリーズ 第9話（2011年8月31日、テレビ朝日） - 三原里美 役
- ビギナーズ!（2012年7月 - 9月、TBS） - 桃江明美 役
- ドラマスペシャル「迷宮捜査」（2015年5月10日、テレビ朝日） - 北山順子 役
- 山本周五郎人情時代劇 第5話「追いついた夢」（2015年12月8日、BSジャパン） - お幸 役
- 警視庁・捜査一課長（2016年6月23日、テレビ朝日） - 坂上悦子 役
- 月曜名作劇場（TBS）
  - 温泉殺人事件シリーズ2・伊豆天城温泉殺人事件（2016年10月24日） - 吉野美佐子 役
  - 新・浅見光彦シリーズ2「後鳥羽伝説殺人事件」（2018年2月26日） - 阿南照子 役
- パーセント（2024年5月11日 - 6月1日、NHK総合・NHK BSプレミアム4K） - 野々村輝子 役[15]

### NHK紅白歌合戦出場歴
| 年度/放送回              | 回 | 曲目     | 備考                   |
| ------------------------ | -- | -------- | ---------------------- |
| 1997年（平成9年）/第48回 | 初 | 夫婦みち | オーロラ輝子として出場 |

#### その他
- YOU（1984年4月 - 1985年3月、NHK教育） - アシスタント
- 微熱なキ・ブ・ン とびきり16才(PV)（1986年ヒルビリー・バップスのデビュー曲のPVに出演）
- もっと過激にパラダイス（1992年4月 - 1994年2月） - 鴻上尚史と司会
- たけし・逸見の平成教育委員会（1991年10月 - 1993年3月・1997年、フジテレビ） - 生徒
- クイズ!純粋男女交遊（1992年 - 1993年、テレビ朝日）
- 笑いがいちばん（1998年4月 - 2000年3月、NHK総合） - ヨネスケと司会、年始の初笑い東西寄席も同様
- 超よしもと新喜劇（1997年、MBS）

### ラジオ
- 高田純次・河合美智子の東京ブロードウェイ（文化放送、2001年4月 - 9月）
- 高田純次・河合美智子の東京パラダイス（文化放送、2001年10月 - 2012年3月）
  - 高田純次とのデュエット曲「東京パラダイス」のマキシシングルを、テイチクから2005年11月23日に発売した。
- 高田純次 毎日がパラダイス（文化放送、2012年4月 - 2014年3月28日）
- 河合美智子と峯村純一の但馬オーロラめぐり（FMジャングル、2019年8月8日 - ）

### DVD
- 実録 パビリオン山椒魚!（ジェネオンエンタテインメント、2006年8月25日発売） - ナレーション

### 舞台
- GENKIプロデュースvol.4「ジャンケンポン」（2011年10月5日-16日、シアターグリーン BASE THEATER）
- GENKIプロデュースvol.5「スイートメモリーズ」（2012年2月21日-26日、笹塚ファクトリー）
- 2014シアターグリーンプロデュースNOMUZUプロジェクト第二回公演「どーしんぼの浜」（2014年6月17日 - 22日、シアターグリーン BOX in BOX THEATER）

### CM
- ハウス食品 - さかなかな?!、好きやねん
- ハウス食品 - ゼリエース
- 資生堂 - バスボン・シャワーソープ
- 花王 - ニベアスキンミルク
- 花王 - ファミリーフレッシュ

## 音楽

### シングル

#### ソロ名義
| #              | 発売日         | タイトル               | c/w                        | 規格          | 規格品番      |
| Kitty Records  | Kitty Records  | Kitty Records          | Kitty Records              | Kitty Records | Kitty Records |
| -------------- | -------------- | ---------------------- | -------------------------- | ------------- | ------------- |
| 1st            | 1983年1月10日  | わたし・多感な頃       | スクール・デイズ           | EP            | 7DS-0029      |
| 2nd            | 1983年7月10日  | サマー・ホリデー       | 季節、変わり頃             | EP            | 7DS-0053      |
| 3rd            | 1984年6月25日  | アイランド             | 年頃トマトは事件がいっぱい | EP            | 7DS-0069      |
| 4th            | 1984年10月25日 | 本日晴天さかな気分!    | 敏感エイジ                 | EP            | 7DS-0082      |
| 5th            | 1986年10月25日 | とことん I Love You    | 夢みing・イースター        | EP            | 7DS-0132      |
| 日本コロムビア |                |                        |                            |               |               |
| 6th            | 1998年2月28日  | きっと明日は晴れるから | ボンビダデーオ!!           | 8cmCD         | CODC-1440     |
| 7th            | 1998年9月15日  | それがしぶとく生きる道 | そっと抱きしめて           | 8cmCD         | CODA-1606     |
| 7th            | 1998年9月15日  | それがしぶとく生きる道 | そっと抱きしめて           | CT            | COSA-1312     |

#### オーロラ輝子（河合美智子）名義
| #              | 発売日         | タイトル               | 規格           | 規格品番       |
| 日本コロムビア | 日本コロムビア | 日本コロムビア         | 日本コロムビア | 日本コロムビア |
| -------------- | -------------- | ---------------------- | -------------- | -------------- |
| 1st            | 1996年11月21日 | まごころの橋／夫婦みち | 8cmCD          | CODA-1065      |
| 1st            | 1996年11月21日 | まごころの橋／夫婦みち | CT             | COSA-1001      |
| 2nd            | 1997年7月30日  | 花ごころ／せつなくて   | 8cmCD          | CODA-1274      |
| 2nd            | 1997年7月30日  | 花ごころ／せつなくて   | CT             | COSA-1150      |

#### デュエットシングル
| 発売日                | タイトル              | c/w                             | 規格                  | 規格品番              | 発売元                     |
| 河合美智子 & 生瀬勝久 | 河合美智子 & 生瀬勝久 | 河合美智子 & 生瀬勝久           | 河合美智子 & 生瀬勝久 | 河合美智子 & 生瀬勝久 | 河合美智子 & 生瀬勝久      |
| --------------------- | --------------------- | ------------------------------- | --------------------- | --------------------- | -------------------------- |
| 1997年10月1日         | 好きやねん            | 好きやねん (カラオケ)           | 8cmCD                 | CODA-1320             | 日本コロムビア             |
| 1997年10月1日         | 好きやねん            | 好きやねん (カラオケ)           | CT                    | COSA-1174             | 日本コロムビア             |
| 高田純次/河合美智子   |                       |                                 |                       |                       |                            |
| 2005年11月23日        | 東京パラダイス        | 青春歌族 花は唄う（河合美智子） | Maxi                  | TECA-12030            | テイチクエンタテインメント |
| 2005年11月23日        | 東京パラダイス        | 青春歌族 花は唄う（河合美智子） | CT                    | TESA-12030            | テイチクエンタテインメント |

### アルバム

#### オリジナルアルバム
| #              | 発売日         | タイトル       | 規格           | 規格品番       |
| 日本コロムビア | 日本コロムビア | 日本コロムビア | 日本コロムビア | 日本コロムビア |
| -------------- | -------------- | -------------- | -------------- | -------------- |
| 1st            | 1998年10月21日 | オーロラ日和   | CD             | COCP-30107     |
| 1st            | 1998年10月21日 | オーロラ日和   | CT             | COTA-4488      |

#### ベストアルバム
| #              | 発売日         | タイトル                                               | 規格           | 規格品番       |
| 日本コロムビア | 日本コロムビア | 日本コロムビア                                         | 日本コロムビア | 日本コロムビア |
| -------------- | -------------- | ------------------------------------------------------ | -------------- | -------------- |
| 1st            | 2019年2月20日  | 河合美智子(オーロラ輝子)ゴールデン☆ベスト 〜夫婦みち〜 | CD             | COCP-40714     |

### 映像作品

#### オーロラ輝子名義
| #              | 発売日         | タイトル              | 規格           | 規格品番       |
| 日本コロムビア | 日本コロムビア | 日本コロムビア        | 日本コロムビア | 日本コロムビア |
| -------------- | -------------- | --------------------- | -------------- | -------------- |
| 1st            | 1997年12月10日 | オーロラ輝子 名場面集 | VHS            | COVA-6045      |

### タイアップ
| 曲名                       | タイアップ                                                                                 | 収録作品                           |
| -------------------------- | ------------------------------------------------------------------------------------------ | ---------------------------------- |
| わたし・多感な頃           | キティ・フィルム作品／東宝株式会社配給映画『ションベン・ライダー』主題歌                   | シングル「わたし・多感な頃」       |
| スクール・デイズ           | キティ・フィルム作品／東宝株式会社配給映画『ションベン・ライダー』挿入歌                   | シングル「わたし・多感な頃」       |
| サマー・ホリデー           | フジTV系アニメ『みゆき』エンディング・テーマ                                               | シングル「サマー・ホリデー」       |
| 年頃トマトは事件がいっぱい | 文化放送『女の子専科・トマトタイム』テーマソング                                           | シングル「アイランド」             |
| 本日晴天さかな気分!        | ハウスおかしなチョコスナック“さかなかな”CMソング                                           | シングル「本日晴天さかな気分!」    |
| 敏感エイジ                 | びわこ竜王スケート CMソング                                                                | シングル「本日晴天さかな気分!」    |
| とことん I Love You        | 東宝洋画系配給オリジナル長編アニメーション『11人いる!』挿入歌                              | シングル「とことん I Love You」    |
| まごころの橋               | NHK連続テレビ小説『ふたりっ子』劇中歌                                                      | シングル「まごころの橋／夫婦みち」 |
| 夫婦みち                   | NHK連続テレビ小説『ふたりっ子』劇中歌                                                      | シングル「まごころの橋／夫婦みち」 |
| 好きやねん                 | ハウス食品『好きやねん』CFソング                                                           | デュエットシングル「好きやねん」   |
| きっと明日は晴れるから     | 名古屋テレビ制作 テレビ朝日系24局ネットテレビアニメ『Bビーダマン爆外伝』オープニングテーマ | シングル「きっと明日は晴れるから」 |

## 書籍
- たなぼた オーロラ輝子繁盛記（1997年、光文社）